# Georgina Duluc
Ivis Georgina Duluc Rizek (24 de abril de 1974, Santo Domingo), conocida como ’’Georgina Duluc’’, es una presentadora de televisión dominicana. Hija de Frank José Duluc y Alejandrina Rizek. Duluc, se ha destacado desde sus inicios en los medios de comunicación del país, por ser una mujer segura de sí misma, pero a veces desafiante, además su particular forma de vestir, que evoca lo sensual y elegante, la han hecho merecedora del título “Reina de las alfombras de los Premios Soberano”, por parte de sus seguidores y conocidos del arte. 
La comunicadora, logró gran popularidad durante su carrera, justo en el momento en que realizó varios calendarios, que luego dejó atrás para mostrar una imagen más conservadora. De igual forma, cabe destacar, que Duluc, formó parte de “Los Siete Cuerpos más Hot del Verano 2014” en el programa de temporada, que conduce Luz García.

## Carrera
Fue primera finalista del Miss República Dominicana Universo 1997 por el Distrito Nacional, su carrera en los medios de comunicación, inicia con sus apariciones en las grandes series dominicanas de Alfonso Rodríguez como Cáncer el Asesino Silente y La Mujer del Venao, a finales de la década de los '90.
Realizó un programa llamado A 101, un programa realizado en todos los pueblos del país en donde se destacaba la cultura y atractivos que poseen. 
Más tarde, se incorpora al programa Con los Famosos del periodista Carlos Batista Matos, el cual estuvo con un magazín diario actualidad, muy salpicado por el mundo del espectáculo.
Para finales del año 2000, se crea al exitoso programa diario Viceversa junto a Mariela Encarnacion y Tuto Taveras, exesposo de la merenguera Miriam Cruz, donde La Duluc, como también se le conoce, perdura por 1 año en el espacio.
Georgina, crece en los medios de comunicación, al ser totalmente implacable a la hora de marcar posición o dar respuesta a cualquier pregunta y por su exquisito gusto a la hora de vestir y dar un giro a lo acostumbrado en la televisión de República Dominicana. Siendo, la más destacada de su generación, junto a la conocida, Luz García. 

### Televisión
- A 101
- Con Los Famosos (2000 - 2001)
- Viceversa (2001)
- Divertido con Jochy (2002 - 2003)
- Sábado Gigante - Don Francisco (2003)
- Qué Digan (2004 - 2006)
- Acceso Total (2011 - 2012) -2 temporadas-

### Actuación
Televisión
- Trópico (2007)
- Hotel Luna de Esta Noche Mariasela

Cine
- Éxito por intercambio (2004)
- Negocios son negocios (2005)
- Noche de circo (2013)
- El que mucho abarca (2014)
- Los Reyes: La verdadera historia de Buster y El Camaleón (2014)
- Todos Los Hombres Son Iguales (2016)

Teatro
- Las ovejas tienen ganas
- Cabaret
- Divorciadas, evangélicas y vegetarianas (2009)
- Gorditas (2010)
- Cómo evitar enamorarse de un pendejo (2012 - 2013)
- Las quiero a las dos (2015)
- Baño de damas (2016)
- Pareja abierta (2017)
- Aló Dios, Habla Eva (2018)
- Waiting on a Friend - MicroTeatro Santo Domingo 2018

## Vida personal
A finales de los años '90, fue una de las mujeres más deseadas de República Dominicana, siendo objeto de deseo por los hombres más poderosos del país. En enero del 2016, contrajo matrimonio con el empresario, Marcos Irizarry en una villa de La Romana, siendo en él país, la boda del año. En junio del 2019, Duluc, anuncia que se separó de su esposo.